# Golyógomba
A golyógomba (Sphaerobolus stellatus) a csillaggombafélék családjába tartozó, világszerte elterjedt, növényi törmeléken élő, spóratömegét nagy távolságra kilövellő gombafaj. 

## Megjelenése
A golyógomba termőteste 1-3 mm átmérőjű, alakja nagyjából gömb vagy tojásdad, színe fehérestől a sárgás-narancssárgásig változik. Külső fala (perídiuma) több rétegből áll, köztük egy kocsonyás állagú. Idővel a külső réteg (exoperídium) csillagszerűen felszakad és látható válik a sötétbarna vagy vörösesbarna, ragacsos felületű, kb. 1 mm-es spóratömeg (peridiolum vagy gleba). Amikor a spórák megérnek, a perídium belső oldalának sejtjei megduzzadnak (feltehetően glikogént lebontva megnövekszik a cukorkoncentráció és az ozmotikus nyomás). Amikor a duzzanat okozta nyomás elér egy bizonyos mértéket, a gleba kis pukkanással kirepül a perídiumból, akár 4 méter magasra és 5,5 m távolságra is. Ragadós felszínének köszönhetően rátapad a növények felszínére, ahol a növényevő állatok megeszik. A spóratömeg a gyomrukban szétesik és az ürülékkel az eredeti gombától nagy távolságra terjedhet. A hátramaradó golyógomba endoperídiuma belső nyomása miatt egy ideig fehér gömbként kitüremkedik a csillagszerű exoperídiumból, majd végül csak az üres, kehelyszerű külső fal marad hátra.   
Spórája elliptikus vagy hosszúkás, vastag falú, mérete 6–10 x 4–6 µm. 

### Hasonló fajok
A nemzetség más fajaitól csak mikroszkopikus jellemzői alapján különíthető el. 

## Elterjedése és termőhelye
Az egész világon elterjedt, kozmopolita faj.
Korhadó fán, növényi törmeléken, bomló trágyán található meg, általában tömegesen. Megél a kerti mulcson is, ilyenkor jelenléte kellemetlen lehet, mert apró, ragadós glebáival teleszórja a házfalat, ablakokat, autókat; ha rászáradnak, csak nehezen lehet eltávolítani. 
Nem ehető.

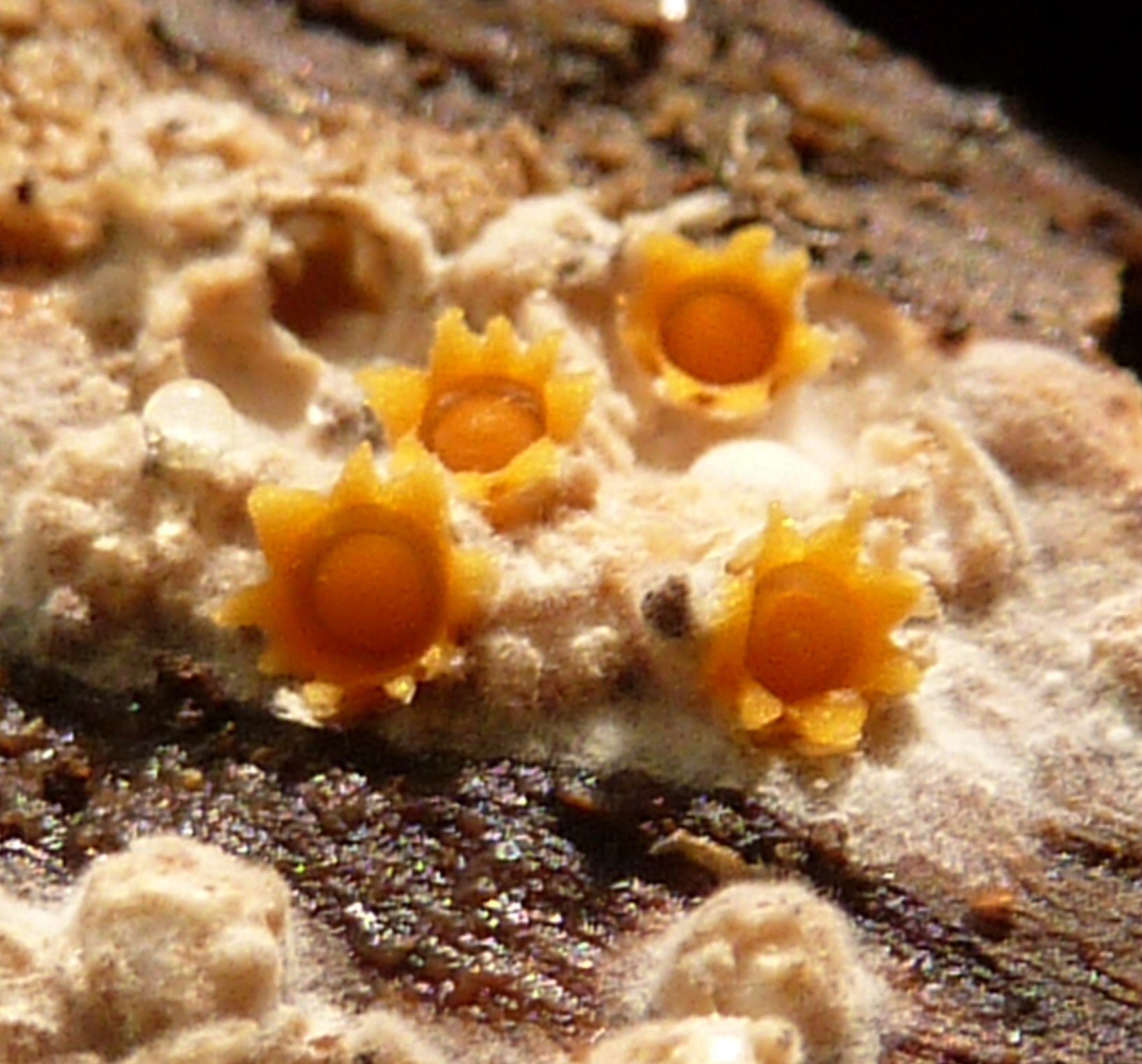
Éretlen golyógomba
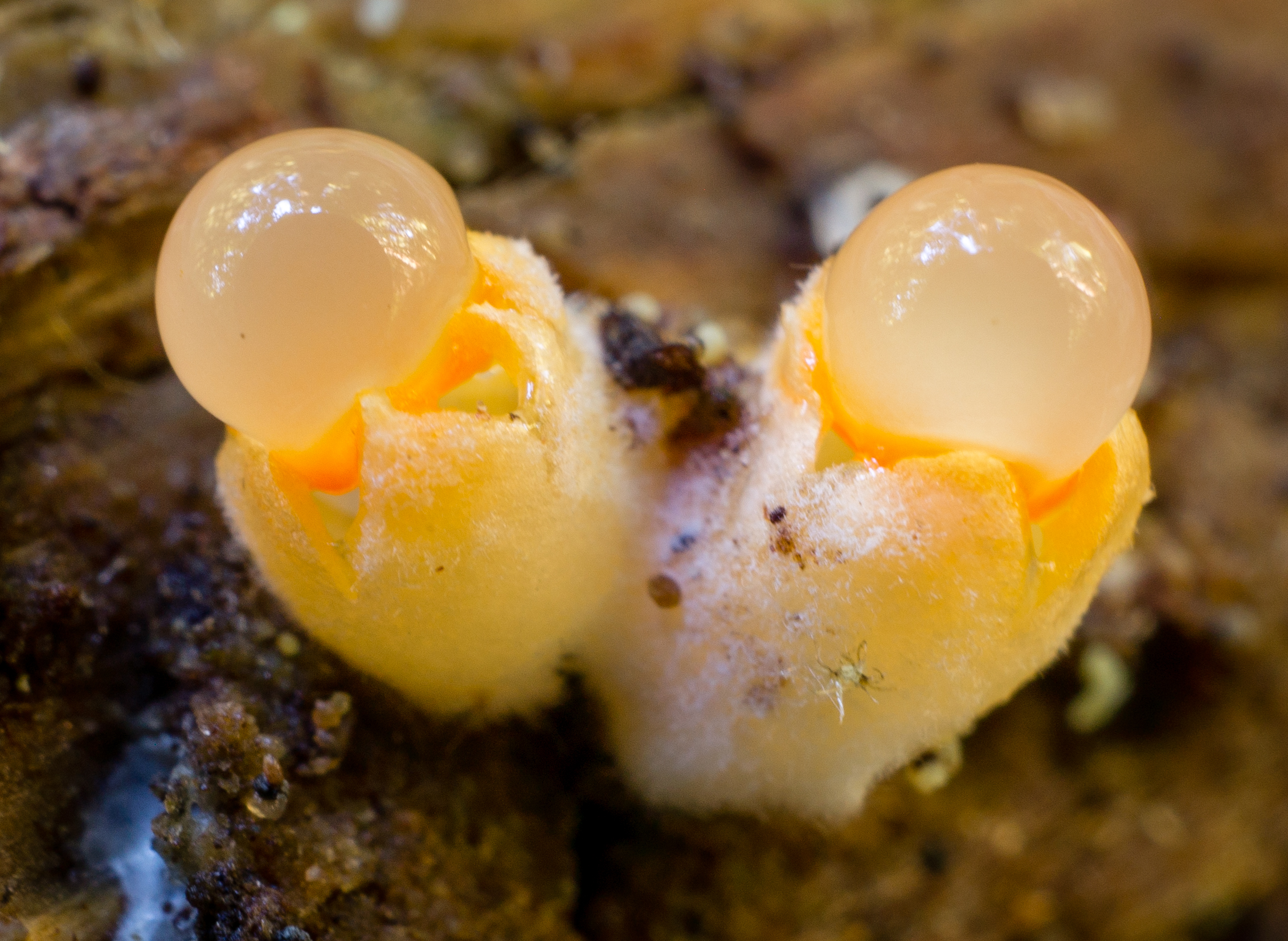
A termőtest a gleba kilövellése után
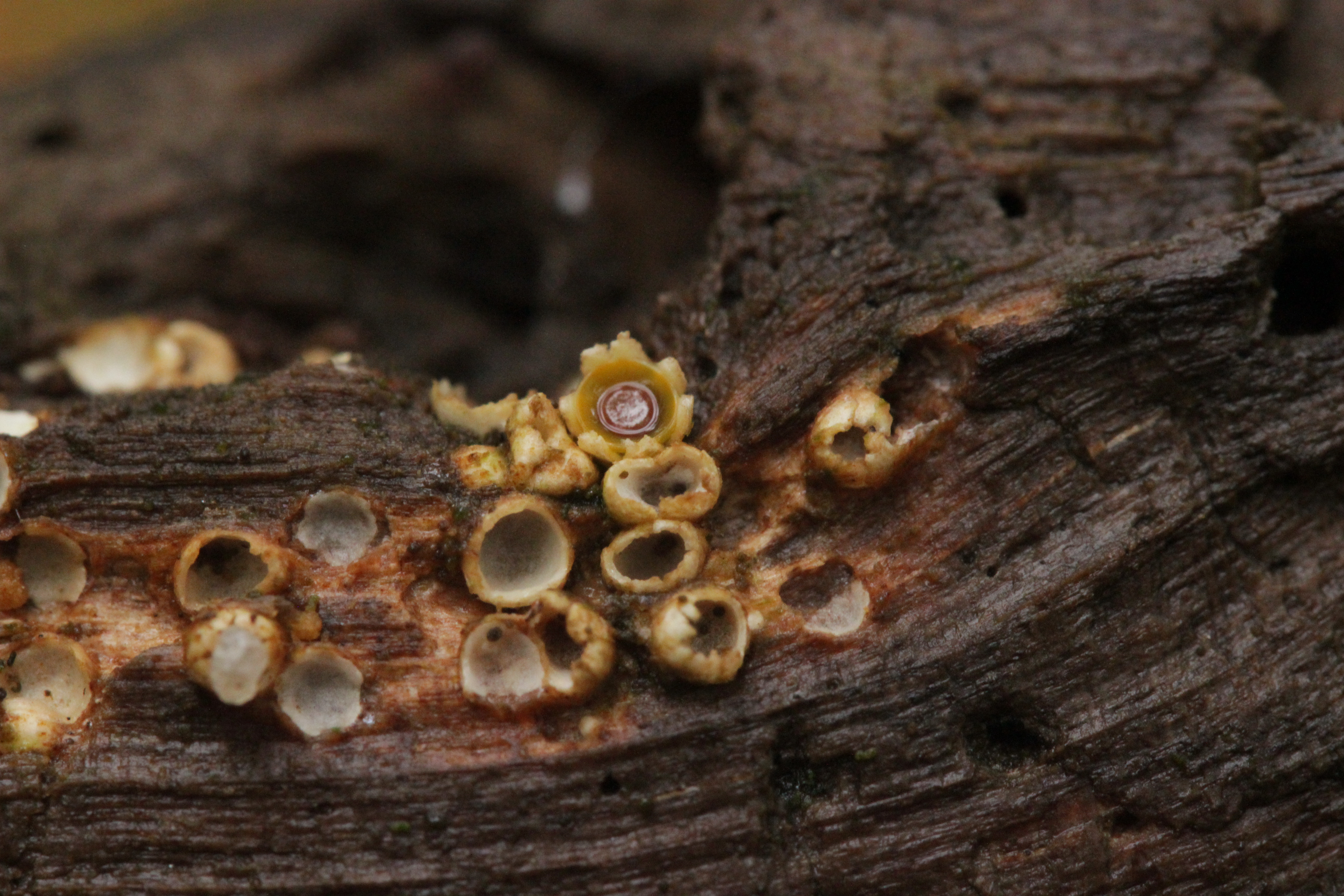
A spórák kilövellése után hátramaradt termőtestek
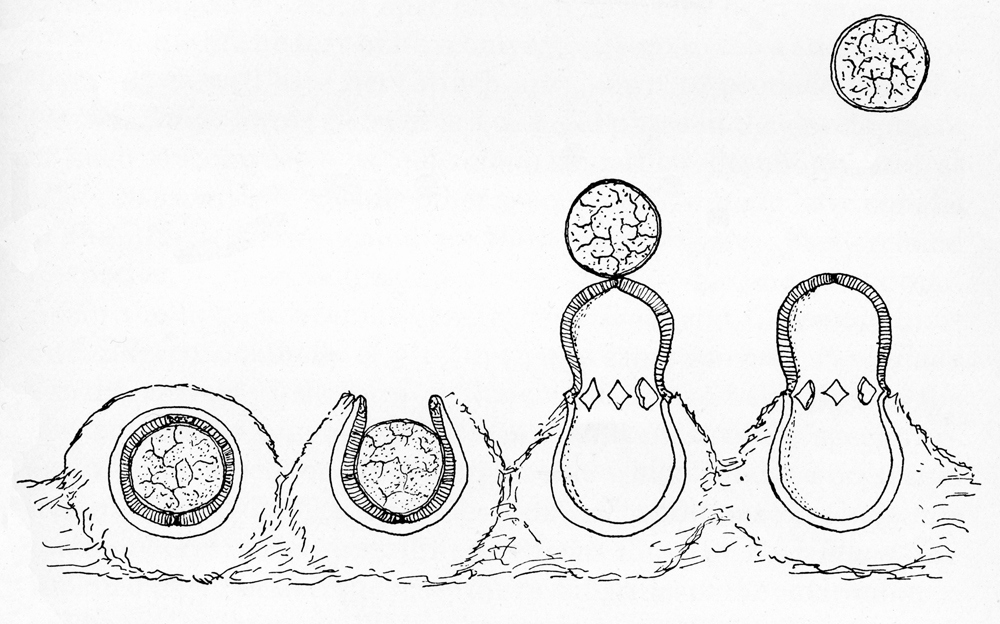
A spórák terjesztésének mechanizmusa
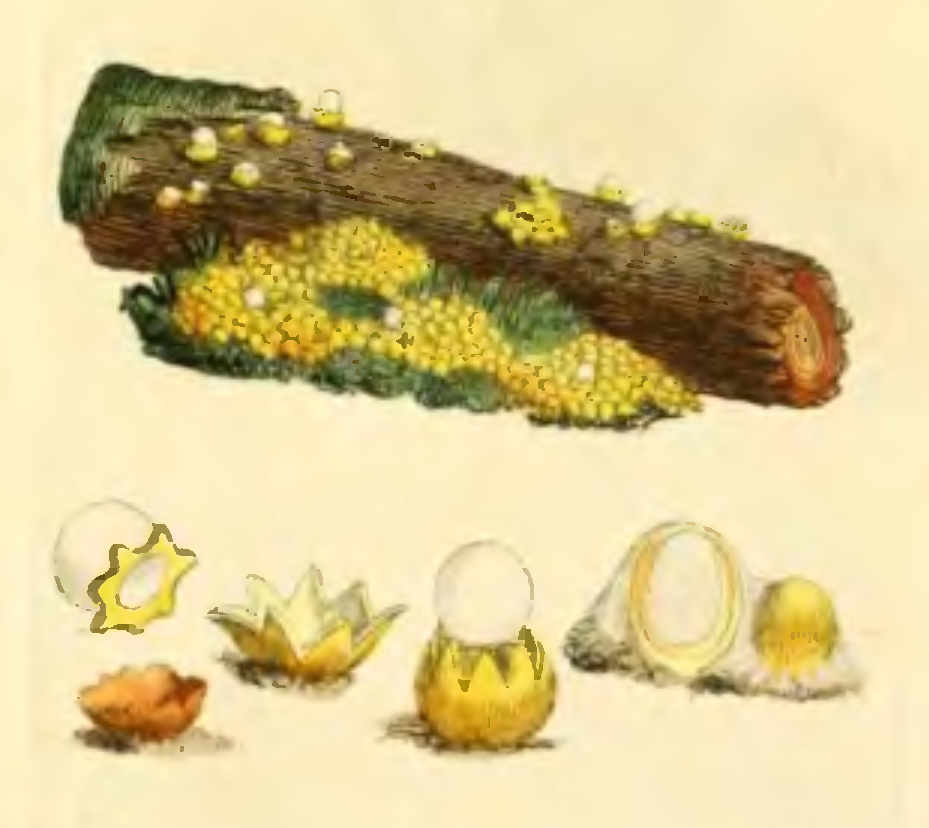
A golyógomba 1797-es ábrázolása